# 2013-as Fiatal Táncosok Eurovíziója
A 2013-as Fiatal Táncosok Eurovíziója volt a tizenharmadik Fiatal Táncosok Eurovíziója, melyet Lengyelországban, Gdańskban rendeztek meg. A helyszín a gdański Baltic Opera House volt. A versenyre 2013. június 14-én került sor. Az Eurovíziós Dalfesztivállal ellenben itt nem az előző évi győztes rendez, hanem pályázni kell a rendezés jogára. A 2011-es verseny a norvég Daniel Sarr győzelmével zárult, aki a „Full Force” című táncát adta elő Norvégia fővárosában, Oslóban.

## A helyszín és a verseny témája
| Lengyelország Gdańsk |

A verseny pontos helyszíne a lengyelországi Gdańskban található Baltic Opera House volt, amely 146 fő befogadására alkalmas.
A verseny logója egy táncost ábrázol, akit mely halványkék-piros–fehér színű vonalak jelenítenek meg, utalva a házigazda ország zászlójára és a verseny lényegére.

### A színpad
A színpad látványtervezetét, tervrajzait 2013. május 28-án mutatták be. A pódium kör alakú volt, 10 elforgatható LED fallal vette körül. A zsűri a színpad előtt ült, de előtte és mögötte is voltak nézők. A színpadot egy lengyel díszlettervező, Michał Białousz tervezte.
Az EBU a verseny előtt kiküldte minden résztvevőnek a színpad vázlatait. Ezek alapján dolgozták ki a koreográfusok és a táncosok a produkciót, miképp lehet kihasználni a teret, valamint hogy a nézők és a zsűritagok is „részt vegyenek” a produkciókban. A színpad 2013. június 12-én készült el.

## A résztvevők
Először vett részt a versenyen Fehéroroszország. Visszatért a versenyhez Csehország, mely utoljára 2005-ben szerepelt, Örményország, mely 2003-ban indult, de kiesett az elődöntőben, valamint Ukrajna, mely 2001-ben és 2003-ban vett részt korábban. Ugyanakkor visszalépett a versenytől Görögország, Portugália valamint a 2011-ben debütáló Koszovó és Horvátország is.
Magyarország eddig háromszor indult a megmérettetésen, de 2013-ban nem vett részt Lengyelországban. Viszont a házigazdát egy magyar származású fiú képviselte, Szabó Kristóf.
Így végül 10 ország vett részt a 2013-as Fiatal Táncosok Eurovízióján, mely megegyezett az előző, a 2011-es verseny  létszámával.

## A versenyszabályok változása
A szavazási rendszer megegyezett a 2011-ben bevezetett szavazási rendszerrel. Minden zsűritag pontozta a résztvevők egyéni és csoportos produkcióját. A pontokból kialakuló sorrend alapján az első kettő versenyző megküzdött az úgynevezett Final Duel-ben (magyarul: Végső Párbaj). A Végső Párbaj győztese lett a 2013-as verseny első helyezettje.
Hagyományosan csak az első kettő – 2011-ig az első három – helyezett kilétét ismertetik. A többi versenyző eredménye később sem kerül nyilvánosságra.

### A döntő felosztása
A tíz részt vevő országot kettő kalapba osztották. A döntő felosztásáról egy tánccsapat, a verseny hivatalos koreográfusai, a Ballet Boyz döntött. A sorrendet az EBU irányító csoportjának elnöke jóváhagyta, így kialakult a tízfős mezőny. A végleges fellépési sorrendet 2013. június 10-én tette közzé az EBU.
Az estét Örményország versenyzője, Vahagn Margarjan nyitotta, és a német Felix Berning zárta.
| 1. kalap                                                             | 2. kalap                                                          |
| -------------------------------------------------------------------- | ----------------------------------------------------------------- |
| - Fehéroroszország - Hollandia - Örményország - Svédország - Ukrajna | - Csehország - Lengyelország - Németország - Norvégia - Szlovénia |

Az első kalapba kerülő nemzetek a döntő első felében, a második kalapba kerülő nemzetek pedig a döntő második felében léptek fel.

## A verseny
A döntőt élőben közvetítette öt részt vevő ország televíziótarsága – Örményország, Fehéroroszország, Norvégia, Lengyelország és Ukrajna.
Sorozatban negyedszer fordult elő, hogy egy műsorvezetője volt a versenynek: Tomasz Kammel.
A pénteki döntőben a részt vevő versenyzőkkel Michael Nunn és William Trevitt, az előző verseny zsűritagjai beszélgetettek a Green Roomban, innen pedig az egyik elforgatható LED fal segítségével léphetett ki a versenyző a színpadra.
A döntő nyitánya, a lengyel elővágatón kiesett táncosok előadása volt. Ezután bemutatták az összes részt vevő versenyzőt és a verseny zsűrijét. Az előadások közötti képeslapok az adott versenyzővel készült kisfilmek, melyet a rendező TVP forgatott Lengyelországban. Az előadások után minden zsűritag véleményt alkotott az adott versenyző produkciójáról.
Fellépési sorrendben az első öt versenyző előadása után került sor az első csoportos táncra. Miután a döntő második fele is bemutatta táncát, ők is eltáncolták csoportos táncukat. Ezután egy kisfilmben felelevenítették az összes résztvevő produkcióját.
A zsűri a döntő az első és a második feléből kiválasztotta a továbbjutót. Ezután pedig azonnal megkezdődött a Végső Párbaj.  Cameron McMillan (a zsűri egyik tagja) jelentette be, hogy a verseny győztese Hollandia, azaz Sedrig Verwoert lett. A 2005-ös Fiatal Táncosok Eurovíziója után ez volt a második holland győzelem.

## Zsűri
- Krzysztof Pastor (Zsűrielnök): táncos, koreográfus. A francia Ballet de l'Opéra de Lyon szólistája volt. A litván Nemzeti Balett művészeti vezetője. Mint koreográfus, munkái bemutatásra kerültek a Holland Táncfesztiválon, az Edinburgh-i Fesztiválon, valamint nemzetközi balett versenyeken is. A 2005-ös Fiatal Táncosok Eurovíziója zsűritagja volt, Varsóban.[6]
- Nadia Espiritu: énekes, táncos, koreográfus. Pályafutását énekesként kezdte, de végül a táncot választotta. Tanfolyamokat tartott Németországban, Ausztriában, az Egyesült Királyságban, Kínában és Japánban is. Gyakran vett részt hiphop versenyeken. Csapatával 2004-ben és 2006-ban elnyerte a Funkin'Stylez világbajnoki címet.[7]
- Cameron McMillan: táncos, koreográfus. 1997-ben szerzett diplomát a melbourne-i Balett Iskolában. Pályafutását a Királyi Balettben kezdte, Új-Zélandon. Első helyezett lett az ázsiai-csendes-óceáni Nemzetközi Balett Versenyen Tokióban. 2001-ben Londonba költözött, hogy az Angol Nemzeti Balett szólistája legyen. Koreografált az új-zélandi Királyi Balettnek, az Angol Nemzeti Balett Iskolának és a Pécsi Balettnek is.[8]

## Döntő
A döntőt 2013. június 14-én rendezték tíz ország részvételével. A végső döntést a háromfős szakmai zsűri hozta meg.
| #  | Ország           | Táncos                 | Tánc                                               | Koreográfus                     | Helyezés |
| -- | ---------------- | ---------------------- | -------------------------------------------------- | ------------------------------- | -------- |
| 01 | Örményország     | Vahagn Margarjan       | „Blind Alley”                                      | Arszen Mehrabjan                | —        |
| 02 | Fehéroroszország | Jana Stanhej           | „Esmeralda Variation”                              | Marius Petipa                   | —        |
| 03 | Hollandia        | Sedrig Verwoert        | „The 5th Element”                                  | Marco Gerris                    | 1.       |
| 04 | Svédország       | Stephanie Liekola Isla | „Entrapped”                                        | Mauro Rojas                     | —        |
| 05 | Ukrajna          | Nyikita Vaszilenko     | „The Legend of Spartacus”                          | Tetyjana Deniszova              | —        |
| 06 | Csehország       | Adéla Abdul Khalegová  | „Love Under Pressure”                              | Adéla Abdul Khalegová           | —        |
| 07 | Lengyelország    | Szabó Kristóf          | „My Life and Love Might Still Go On in Your Heart” | Katarzyna Kubalska              | —        |
| 08 | Norvégia         | Julie Schartum Dokken  | „Moment”                                           | Julie Schartum Dokken           | —        |
| 09 | Szlovénia        | Patricija Crnkovič     | „Passion”                                          | Dimitrij Popovski               | —        |
| 10 | Németország      | Felix Berning          | „Home”                                             | Felix Landerer és Felix Berning | 2.       |

## Közvetítő csatornák
A résztvevőkön kívül Albánia és Belgium is közvetítette a versenyt.
- Albánia – RTVSH (felvételről)
- Belgium – VRT OP12 (felvételről, június 18-án)
- Csehország – ČT2 (élőben, 45 perc csúsztatással)
- Fehéroroszország – Belarus-1 (élőben))
- Hollandia – Nederland 2 (felvételről, június 23-án)
- Lengyelország – TVP Kultura (élőben), TVP 2 (ismétlés, június 15-én)
- Németország – WDR (felvételről, július 7-én)
- Norvégia – NRK 1 (élőben, 5 perc csúsztatással)
- Örményország – AMRTV (élőben)
- Svédország – SVT 2 (felvételről, június 15-én)
- Szlovénia – RTVSLO 2 (felvételről, június 30-án)
- Ukrajna – NTU (élőben)

Mivel Magyarország nem volt a részt vevő nemzetek között, így csak az internetes közvetítést lehetett figyelemmel követni.

## Zene
Az előadott táncok alatt a következő dalok hangoztak el.
| #   | Ország           | Cím                                    | Előadó / Szerző                                                  |
| 1.  | Örményország     | „Blind Alley”                          | Otto Bubeníček                                                   |
| 2.  | Fehéroroszország | „Esmeralda”                            | Cesare Pugni                                                     |
| 3.  | Hollandia        | „The Elements”                         | Rik Ronner                                                       |
| 4.  | Svédország       | „Another Place”                        | Mischa Daniels                                                   |
| 5.  | Ukrajna          | „Unstoppable”                          | E.S. Posthumus                                                   |
| 6.  | Csehország       | „Paradise Circus”                      | Massive Attack                                                   |
| 7.  | Lengyelország    | „Wherever You Will Go (Cover version)” | Charlene Soraia (eredetileg The Calling)                         |
| 8.  | Norvégia         | „Unutmamali”                           | Taksim Trio                                                      |
| 9.  | Szlovénia        | „Passacaglia for cello and violin”     | Georg Friedrich Händel / arr: Johan Halvorsen / Wells Cunningham |
| 10. | Németország      | „To Build a Home”                      | The Cinematic Orchestra (Jason Swinscoe)                         |

A két közös tánc és a Végső Párbaj zenéjét Mark Adair szerezte.

## Térkép

A Végső Párbaj résztvevői
Részt vevő országok, melyek versenyzői nem kvalifikálták magukat a Végső Párbajba
Országok, melyek korábban részt vettek, de ebben az évben nem

## Lásd még
- 2013-as Eurovíziós Dalfesztivál
- 2013-as Junior Eurovíziós Dalfesztivál